# St. Markus (Erbach)

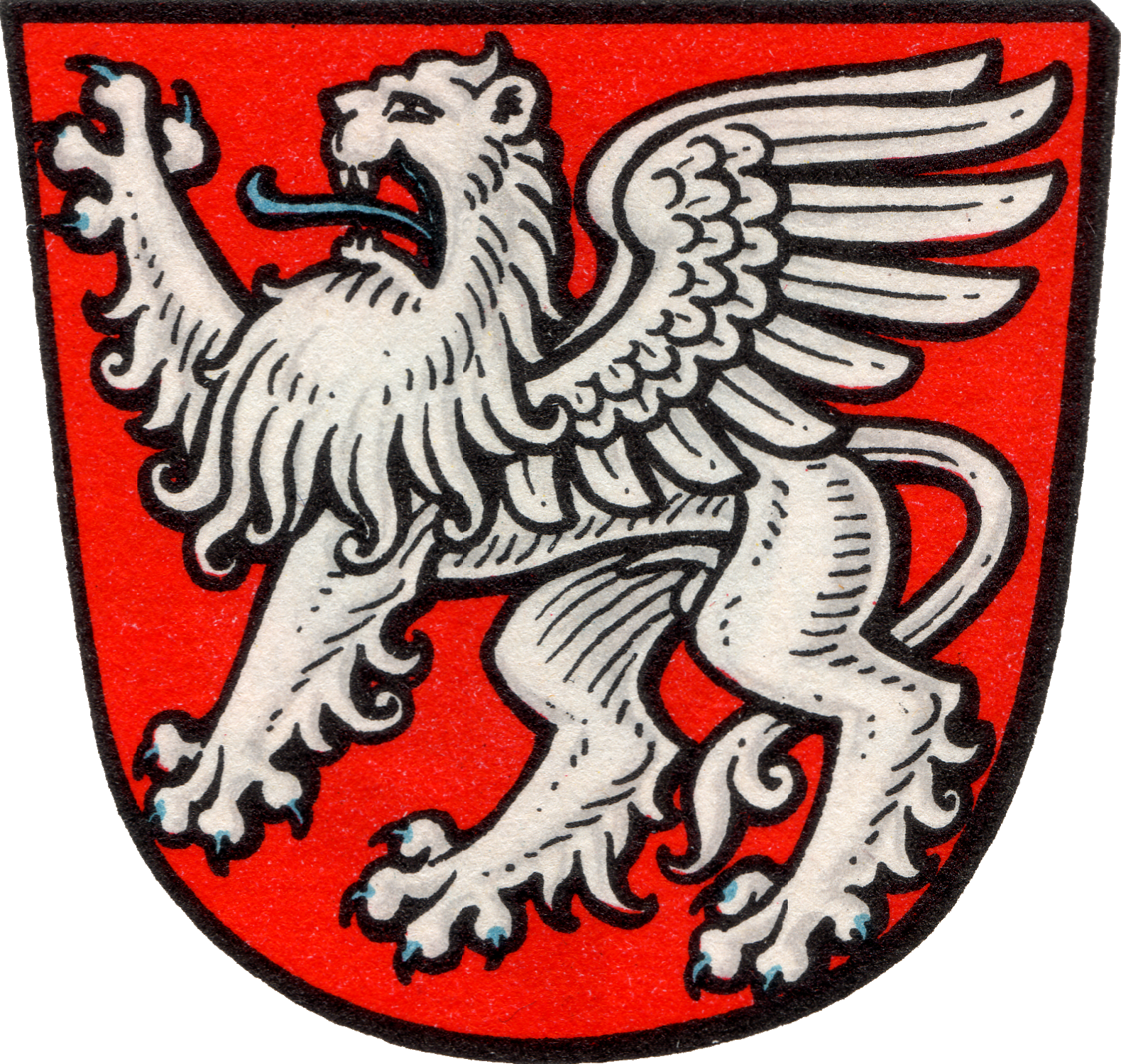
Markuslöwe im Erbacher Ortswappen

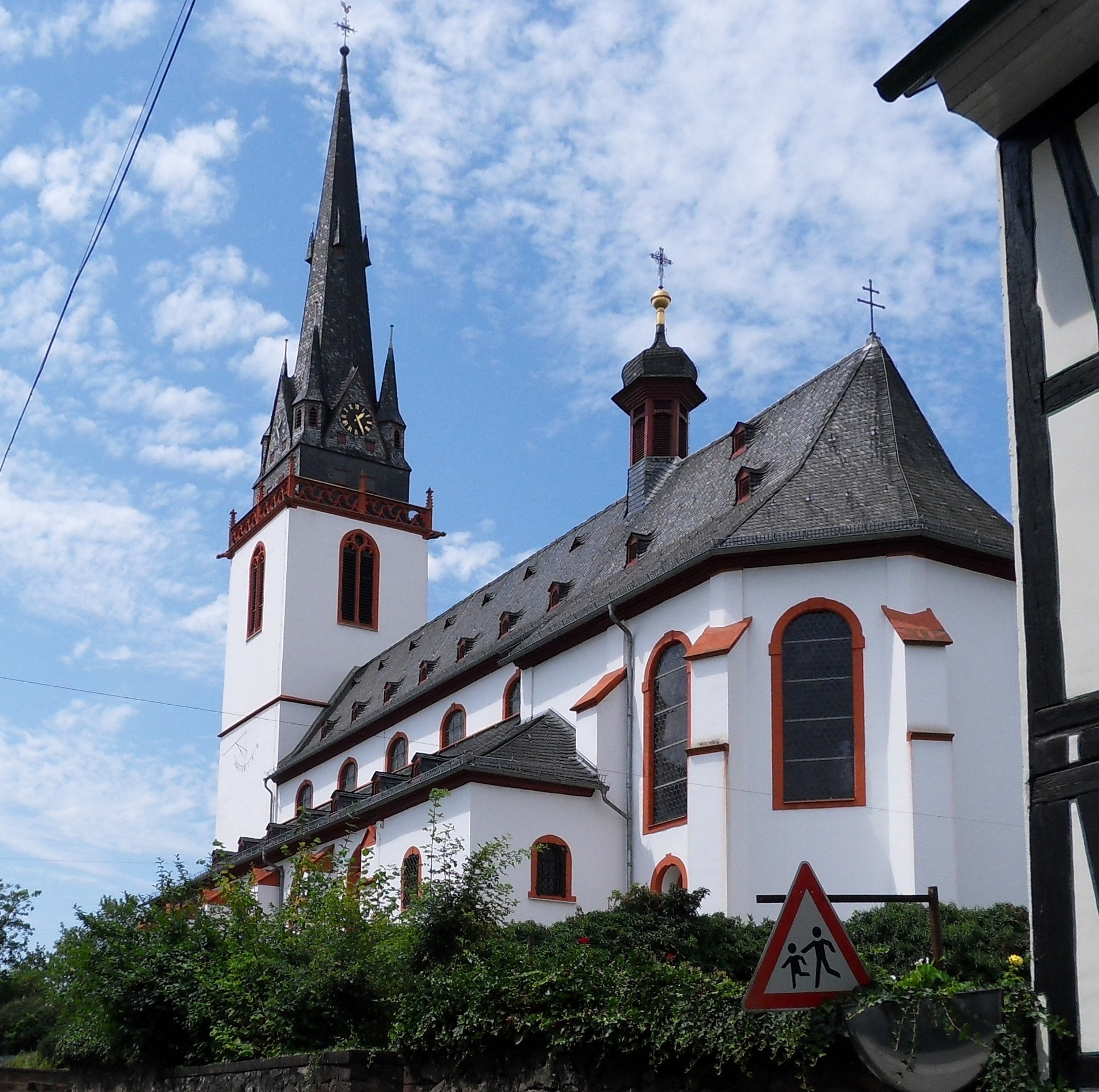
St. Markus in Erbach

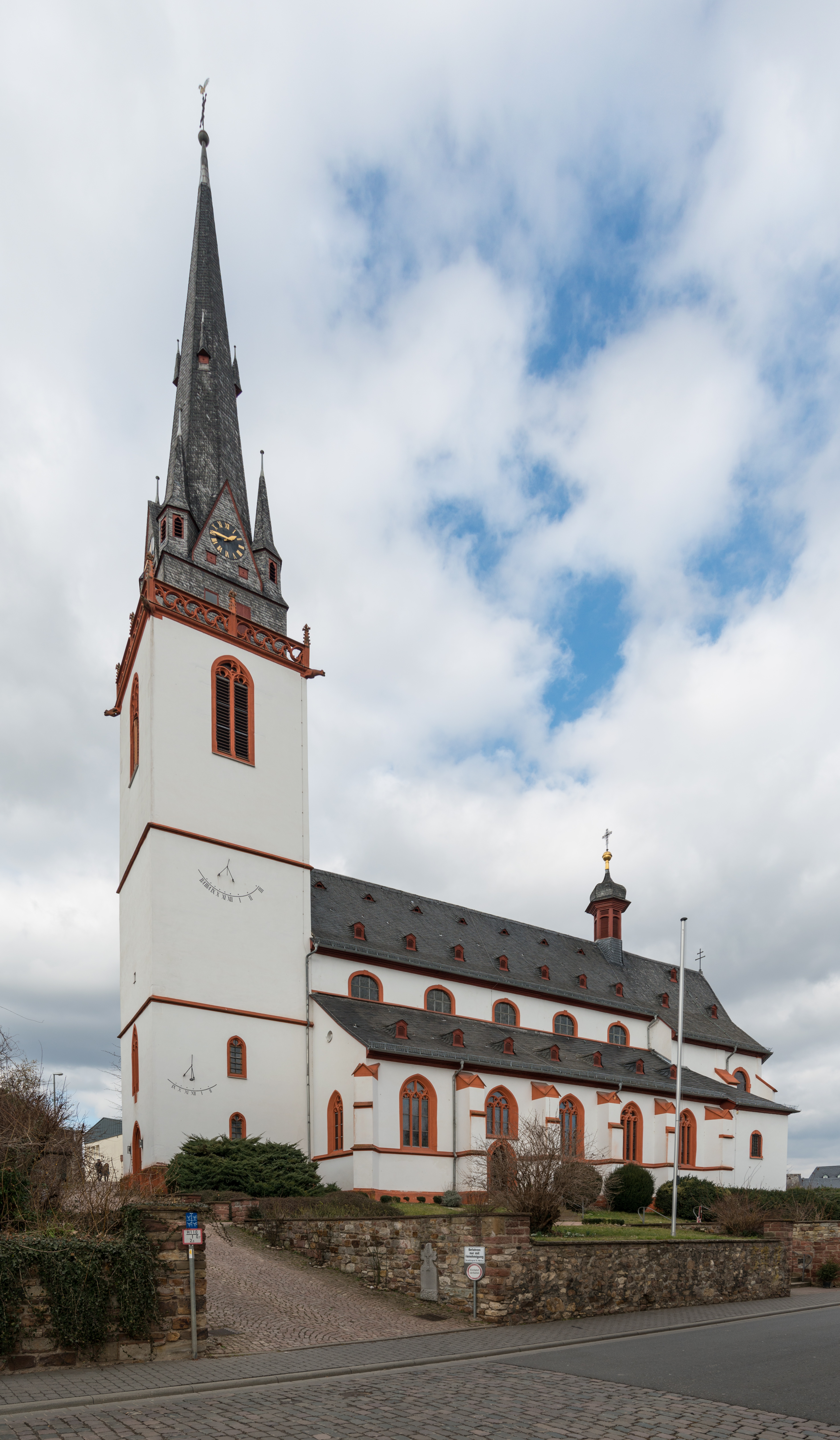
Südansicht der Kirche

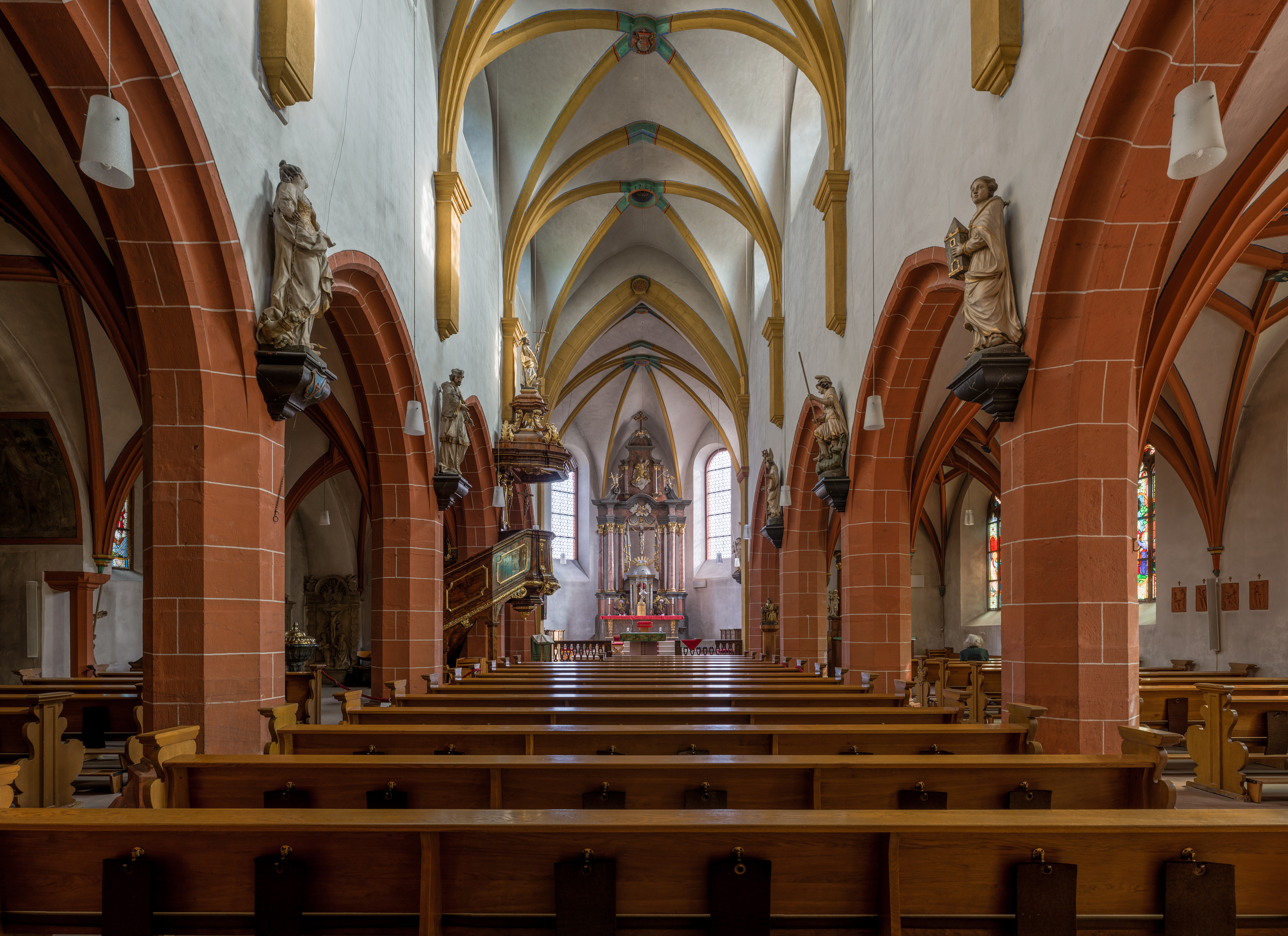
Altar und Chorraum

Die katholische, ehemalige Pfarrkirche St. Markus ist ein denkmalgeschütztes Kirchengebäude in Erbach, einem Ortsbezirk der Stadt Eltville am Rhein. Sie wurde dem Evangelisten Markus geweiht. Dessen Sinnbild, der geflügelte Löwe, ist Inhalt des traditionellen Erbacher Ortswappens. St. Markus ist heute eine Filialkirche der Pfarrei St. Peter und Paul Rheingau, einer Pfarrei neuen Typs. Seit 2016 ist St. Peter und Paul in Eltville auch Pfarrkirche von Erbach.

## Geographische Lage
Die Kirche mit der Adresse Hauptstraße 46 liegt an der Nordseite derselben auf einer terrassiert ansteigenden Böschung zwischen dem westlichen Ortseingang von Erbach – schräg gegenüber von Schloss Reinhartshausen – und dem Markt, sowohl von dort als auch vom Ortseingang gut sichtbar.
Um das Kirchengrundstück gruppieren sich im Uhrzeigersinn, von Südwesten an der Hauptstraße beginnend, das alte Schulhaus, der Friedhof, die Katholische Kindertagesstätte St. Markus, die Hofseite der Häuser am Markt und gegenüber der Hauptstraße das Pfarrzentrum mit der ehemaligen Pfarrscheune sowie das Pfarrhaus.
Auf dem an die Kirche angrenzenden Friedhof befindet sich eine Kreuzigungsgruppe des Bildhauers Hans Backoffen.

## Geschichte
Seit 1060/1072 ist in Erbach eine Kapelle mit eigenem Tauf- und Begräbnisrecht nachgewiesen, die bis 1250 dem Kirchspiel Eltville zugehörte. Dann wurde Erbach eine eigenständige Pfarrei und die Kapelle zur Pfarrkirche erhoben. Für sie ist seit 1258 Markus als Schutzpatron bezeugt. Ablassurkunden von 1281, 1304 und 1324 deuten auf eine bauliche Erweiterung der ursprünglichen Kapelle, die zu einer Hallenkirche umgebaut wurde.
Der Umbau zu einer dreischiffigen niedrigen Hallenkirche von drei Jochen Länge mit einem kleinen Chor erfolgte in den Jahren 1477 bis 1506. Der Bau begann offenbar mit dem Westturm, in dessen Untergeschoss sich die Jahreszahl 1477 findet, während das dritte Joch des südlichen Seitenschiffes die Jahreszahl 1506 aufweist.
Der Westturm als ältester erhalten gebliebener Teil der Kirche ist auf quadratischem Grundriss im Stil der Spätgotik ausgeführt. An der Westseite des Turms und in der Längsachse des Kirchenschiffs führt ein spitzbogiges Portal barrierefrei hinaus zu der gepflasterten Steilrampe zwischen Hauptstraße und Friedhof. Sandsteinfarbene Kaffgesimse unterteilen den weißen Putz der Turmfassade in drei Geschosse, die in 28,50 Meter Höhe durch eine Maßwerk-Brüstung abgeschlossen werden. Gekrönt wird das Mauerwerk von einem spitzen oktogonalen und schiefergedeckten Turmhelm, der in 56 Meter Höhe einen Turmknopf trägt und darüber ein Kreuz. Die quadratische Grundlinie des Turmhelms ist über der Mauerkrone nach innen zurückgesetzt, bildet mit senkrechten Wänden ein Basisgeschoss und bietet so Platz für einen durch die Brüstung gesicherten Umgang. Über diesem Basisgeschoss steht auf jeder Seite eine Spitzgaube, die jeweils das Zifferblatt der Turmuhr aufnimmt, und jede Ecke ziert ein spitzbehelmtes Wichhäuschen. Als weiteren Dachschmuck trägt der Turmhelm rundum verteilt vier spitzbehelmte kleine Dachöffnungen.
Von 1721 bis 1723 wurde die Kirche verlängert, indem zwei Joche angefügt wurden. Von 1727 bis 1728 wurde ein großer Chorraum angebaut. Die Gewölbe des Mittelschiffes wurden um sechs Meter erhöht, somit erweckt die Kirche den Eindruck einer Basilika. Das Gebäude ist ein gutes Beispiel für das Weiterbestehen der Nachgotik im Spätbarock.
St. Markus in Erbach bildet zusammen mit St. Peter und Paul in Eltville, St. Vincentius in Hattenheim und St. Valentinus in Kiedrich den Gemeindeverband „Pastoraler Raum Eltville“, seit 2012 den Pastoralen Raum Oestrich/Winkel/Eltville/Wallufthal. Aus der Zusammenlegung der Pastoralen Räume Oestrich-Winkel, Eltville und Wallufthal entstand 2016 die Pfarrei St. Peter und Paul Rheingau. Die Pfarrkirche dieser „Pfarrei Neuen Typs“ ist St. Peter und Paul in Eltville.
Folgende Ortskirchen und Kirchorte sind in dieser neuen Pfarrei vereint:
- St. Peter und Paul in Eltville
- St. Markus in Erbach
- Maria Himmelfahrt in Hallgarten
- St. Vincentius in Hattenheim
- St. Valentinus in Kiedrich
- St. Sebastian und Laurentius in Martinsthal
- St. Ägidius  in Mittelheim
- St. Johannes d.T. in Niederwalluf
- St. Martin in Oberwalluf
- St. Martin in Oestrich
- St. Antonius in Rauenthal
- St. Wallburga in Winkel.

## Orgel
Die Orgel wurde 1981 von Förster & Nicolaus Orgelbau (Lich) in dem vorhandenen historischen Orgelgehäuse erbaut, das 1725 von Johannes Kohlhaas dem Älteren geschaffen wurde. Der Orgelprospekt wurde restauriert von dem Kirchenrestaurator Bernhard Sucker, Hahnheim. Das Orgelgehäuse überholte und ergänzte die Firma H.W. Fillmann, Eltville - Erbach. Das Schleifladeninstrument hat 27 Register auf zwei Manualen und Pedal. Das erste Manual ist als Koppelmanual angelegt. Die Spiel- und Registertrakturen sind mechanisch.
| I Hauptwerk C–g3 |             |     |
| 1.               | Bourdon     | 16′ |
| 2.               | Principal   | 8′  |
| 3.               | Gedackt     | 8′  |
| 4.               | Spitzgamba  | 8′  |
| 5.               | Oktave      | 4′  |
| 6.               | Rohrflöte   | 4′  |
| 7.               | Oktav       | 2′  |
| 8.               | Cornett III |     |
| 9.               | Mixtur IV–V |     |
| 10.              | Trompete    | 8′  |

| II Oberwerk C–g3 |             |        |
| 11.              | Holzgedackt | 8′     |
| 12.              | Principal   | 4′     |
| 13.              | Flöte       | 4′     |
| 14.              | Nasard      | 2 ⁄3′  |
| 15.              | Waldflöte   | 2′     |
| 16.              | Terz        | 1 3⁄5′ |
| 17.              | Oktav       | 1′     |
| 18.              | Scharff III |        |
| 19.              | Rankett     | 16′    |
| 20.              | Krummhorn   | 8′     |
|                  | Tremulant   |        |

| Pedal C–f1 |              |     |
| 21.        | Subbaß       | 16′ |
| 22.        | Principalbaß | 8′  |
| 23.        | Offenbaß     | 8′  |
| 24.        | Holzflöte    | 4′  |
| 25.        | Mixtur IV    |     |
| 26.        | Posaune      | 16′ |
| 27.        | Klarine      | 4′  |

- Koppeln: I/P, II/P

In der Kirche finden Konzerte statt, wie zum Beispiel ein Orgelkonzert von Ignace Michiels im Rahmen des Rheingau Musik Festivals 2002.

## Glocken
Geläutedisposition: cis′ – e′ – fis′ – a′
| Nr. | Name   | Masse (kg) | Ø (mm) | Schlagton (16tel) | Gussjahr | Glockengießer             | Bemerkung |
| 1   | Markus | 1.700      | 1.479  | cis1+6            | 1949     | Otto, Hemelingen          |           |
| 2   | Maria  | 900        | 1.196  | e1+7              | 1768     | M. Roth, Mainz            |           |
| 3   | Anna   | 1.150      | 1.202  | fis1-2            | 1377     | Meister Johann, Frankfurt |           |
| 4   | Josef  | 550        | 985    | a1-4              | 1949     | Otto, Hemelingen          |           |